# On n'est pas sorti de l'auberge
Pour plus de détails, voir Fiche technique et Distribution.
On n'est pas sorti de l'auberge est un film français réalisé par Max Pécas et sorti en 1982.

## Synopsis
Deux restaurateurs, Félix et Geneviève (Jean Lefebvre et Bernadette Lafont), décident de vendre leur auberge en Seine-et-Marne pour partir dans le sud de la France, lorsqu'un acheteur potentiel se manifeste. Félix décide d'impressionner l'hypothétique acquéreur en engageant un comédien (Georges Beller) pour vanter les mérites de son établissement. Malheureusement pour Félix, la présence de son ancienne petite amie (Corinne Lahaye), les mœurs dissolues de certains de ses clients (entre autres : Henri Guybet, Pierre Doris, Katia Tchenko), les frasques du personnel de maison (Jackie Sardou, Olivia Dutron, Jean-Marie Vauclin), ne lui facilitent pas la tâche. Et surtout, l'acheteur n'est pas celui qu'il prétend être.

## Fiche technique
- Titre : On n'est pas sorti de l'auberge
- Réalisation : Max Pécas
- Scénario : Maurice Cury, Francis Rigaud
- Dialogue : Jacques Vilfrid
- Musique : Jean Bouchéty, Roger Candy
- Photographie : Jean-Claude Couty
- Montage : Michel Pécas
- Sociétés de production : Imp-Ex-Ci - Importation-Exportation Cinéma (Nice), Les Films du Griffon, Les Films Jacques Leitienne
- Directeur de production : Gérard Croce
- Genre : comédie, érotique
- Durée : 91 minutes
- Date de sortie : France - 8 septembre 1982

## Distribution
- Jean Lefebvre : Félix
- Bernadette Lafont : Geneviève
- Georges Beller : François
- Corinne Lahaye : Alexia
- Olivia Dutron : Nicole, la femme de la chambre
- Henri Guybet : Monsieur Courdu, le mari jaloux
- Yves Massard : Monsieur Maréchal
- Ticky Holgado : Le garagiste
- Pierre Doris : Monsieur Busset, l'homme d'affaires
- Marco Perrin : Monsieur Paul, le coiffeur
- Katia Tchenko : Madame Courdu
- Arlette Didier : Agathe
- Jackie Sardou : Madame Sulpice
- Max Pécas : Le journaliste
- Jean-Marie Vauclin : Momo, l'employé des cuisines
- Sandra Barry : Dorothée
- Bernard Cazassus : Le livreur
- Pierre Etaix : le garçon d'étage qui imite Stan Laurel (non crédité)

## Compléments
- Il s'agit du film de Max Pécas ayant bénéficié du plus gros budget.
- Max Pécas et son équipe technique apparaissent dans le film : dans la première scène où intervient le personnage de comédien joué par Georges Beller, celui-ci est présenté au cours d'un tournage sur la place du bourg (qui se trouve être la place du marché à Coulommiers), où l'équipe se filme elle-même.
- Le comédien Paul Préboist devait jouer dans ce film. Finalement, il préférera jouer dans le film Mon curé chez les nudistes, ou il avait le premier rôle. Il renoncera donc à jouer dans le film de Max Pécas.
- Le film a fait l'objet d'une chronique sur le site Nanarland[1].
- Le titre du film est un jeu de mots utilisant l'expression on n'est pas sorti de l'auberge au premier degré.
- Le film a été tourné au château de Sancy à Sancy-les-Meaux.